# 圖爾卡區

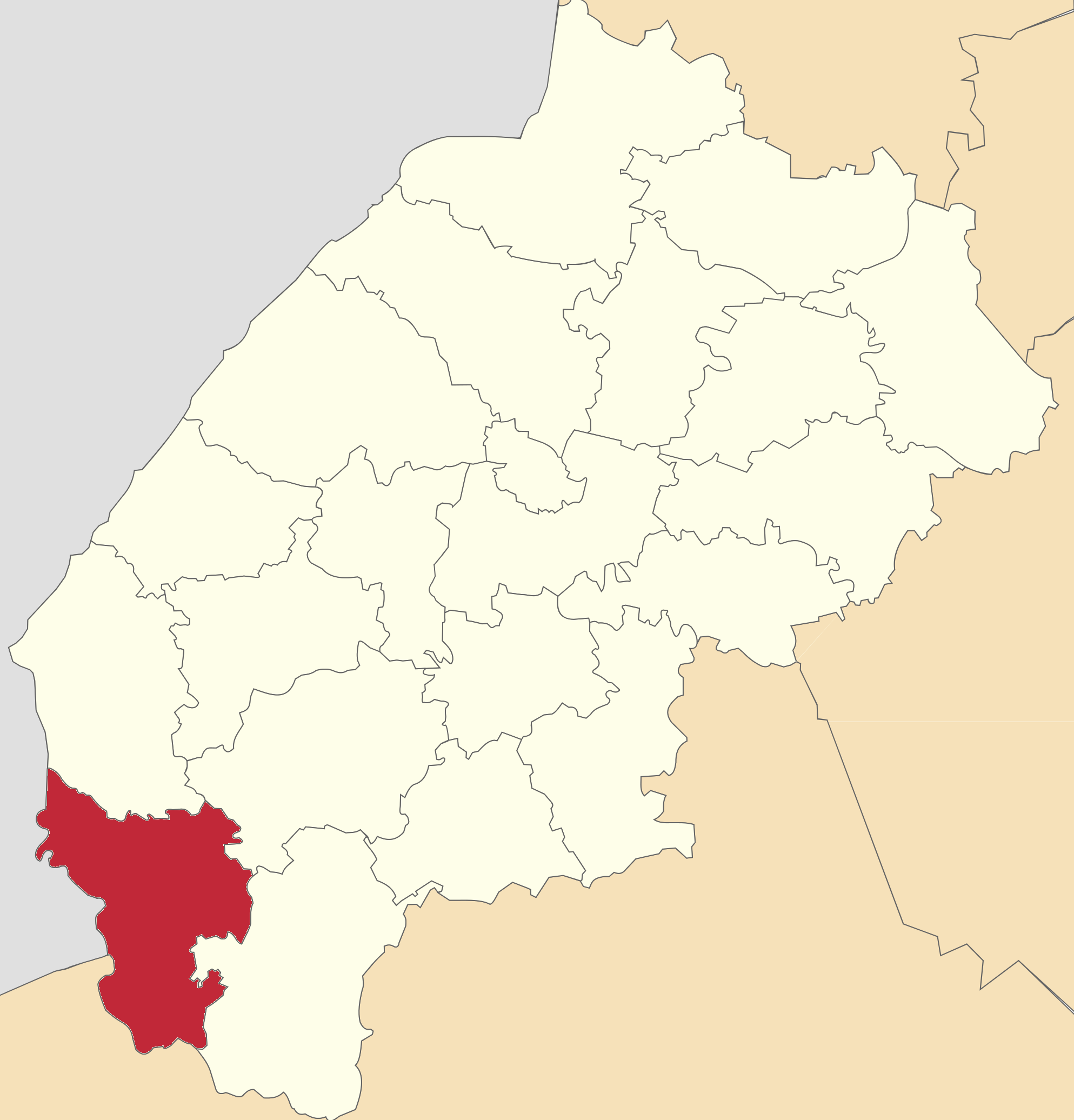
圖爾卡區在利沃夫州的位置

圖爾卡區（烏克蘭語：Турківський район），曾是烏克蘭西部利沃夫州的一個區，行政中心設於圖爾卡，面積1,193平方公里，2015年人口50,278，人口密度每平方公里42.14人。
2020年7月18日乌克兰施行了行政区划改革，利沃夫州的区份数量减至7个。圖爾卡區合并至桑比爾區。